# Ca n'Icu
La Ca n'Icu és una masia de Sant Vicenç de Montalt (Maresme) protegida com a Bé Cultural d'Interès Local.

## Descripció
Masia de planta rectangular disposada en tres crugies, a les que s'han anat afegint diferents cossos auxiliars. Coberta a dues aigües en el sentit de les façanes. Façanes de composició estricta i simètrica.
Per la seva localització aturonada, esdevé una fita en el paisatge.